# Lee (Vechte)
Die Lee, in einem Teilgebiet Kleine Lee genannt, ist ein Fließgewässer in der Grafschaft Bentheim. Die Lee hat keine eigentliche Quelle, sondern entsteht in der Engdener Wüste (Gemeinde Engden) als Zusammenfluss mehrerer Entwässerungsgräben. Sie ist bis zu ihrer Mündung in die Vechte in Hoogstede 22 Kilometer lang.
„Lee“ war in früheren Zeiten die allgemeine Bezeichnung für ein langsam fließendes Gewässer. Das Gefälle der Lee beträgt auf der ganzen Länge nur 14 Meter.